# پرواز شماره ۱۲۰ چاینا ایرلاینز
پرواز شماره ۱۲۰ چاینا ایرلاینز(به انگلیسی: China Airlines Flight 120) یک پرواز از تایوان به مقصد ژاپن بود که با ۱۵۷ مسافر و ۸ خدمه بودند، در تاریخ ۲۰ اوت ۲۰۰۷ در حین فرود در فرودگاه ناها دچار سانحه شد .